# Manuel Velázquez
Manuel Velázquez Villaverde (ur. 24 stycznia 1943 w Madrycie, zm. 15 stycznia 2016 w Fuengirola) – hiszpański piłkarz występujący na pozycji pomocnika.

## Kariera klubowa
Hiszpan jest wychowankiem stołecznego Realu Madryt, gdzie - z krótkimi przerwami na wypożyczenie do Rayo Vallecano oraz do Malagi - spędził piętnaście lat. 
Piłkarską karierę zakończył w 1978 roku jako piłkarz amerykańskiego zespołu Toronto Metros-Croatia.

## Kariera reprezentacyjna
W reprezentacji Hiszpanii zadebiutował w lutym 1967 roku w spotkaniu przeciwko Turcji (0:0) w ramach eliminacji do Mistrzostw Europy 1968.
Łącznie w latach 1967–1975 rozegrał w niej dziesięć spotkań i zdobył dwa gole. 

## Sukcesy

### Real Madryt
- La Liga: 1967, 1968, 1969, 1972, 1975, 1976
- Puchar Króla: 1970, 1974, 1975
- Puchar Mistrzów: 1966